# Fritz Deutsch

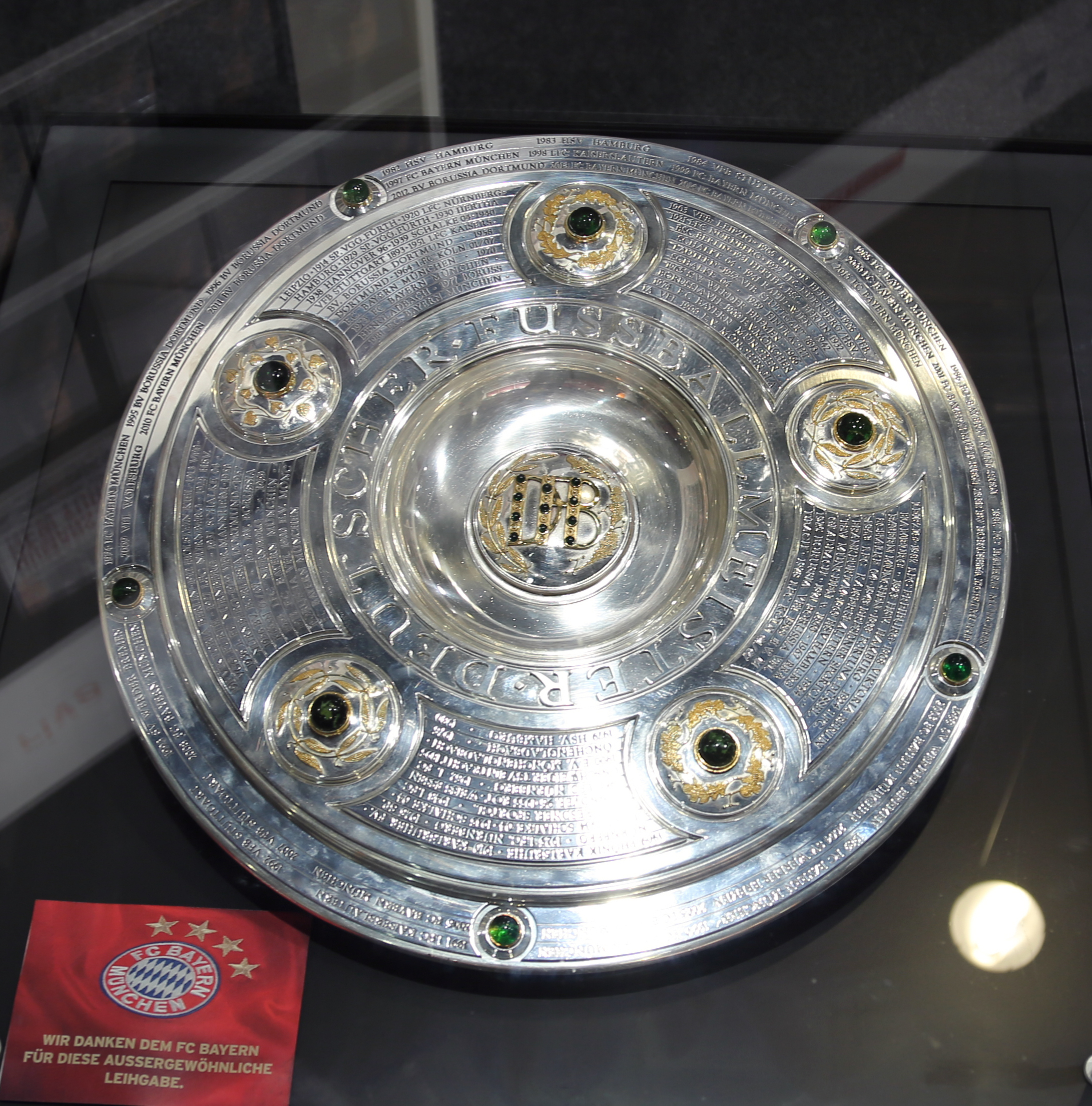
DFB-Meisterschale, von Fritz Deutsch mitgefertigt (2015)

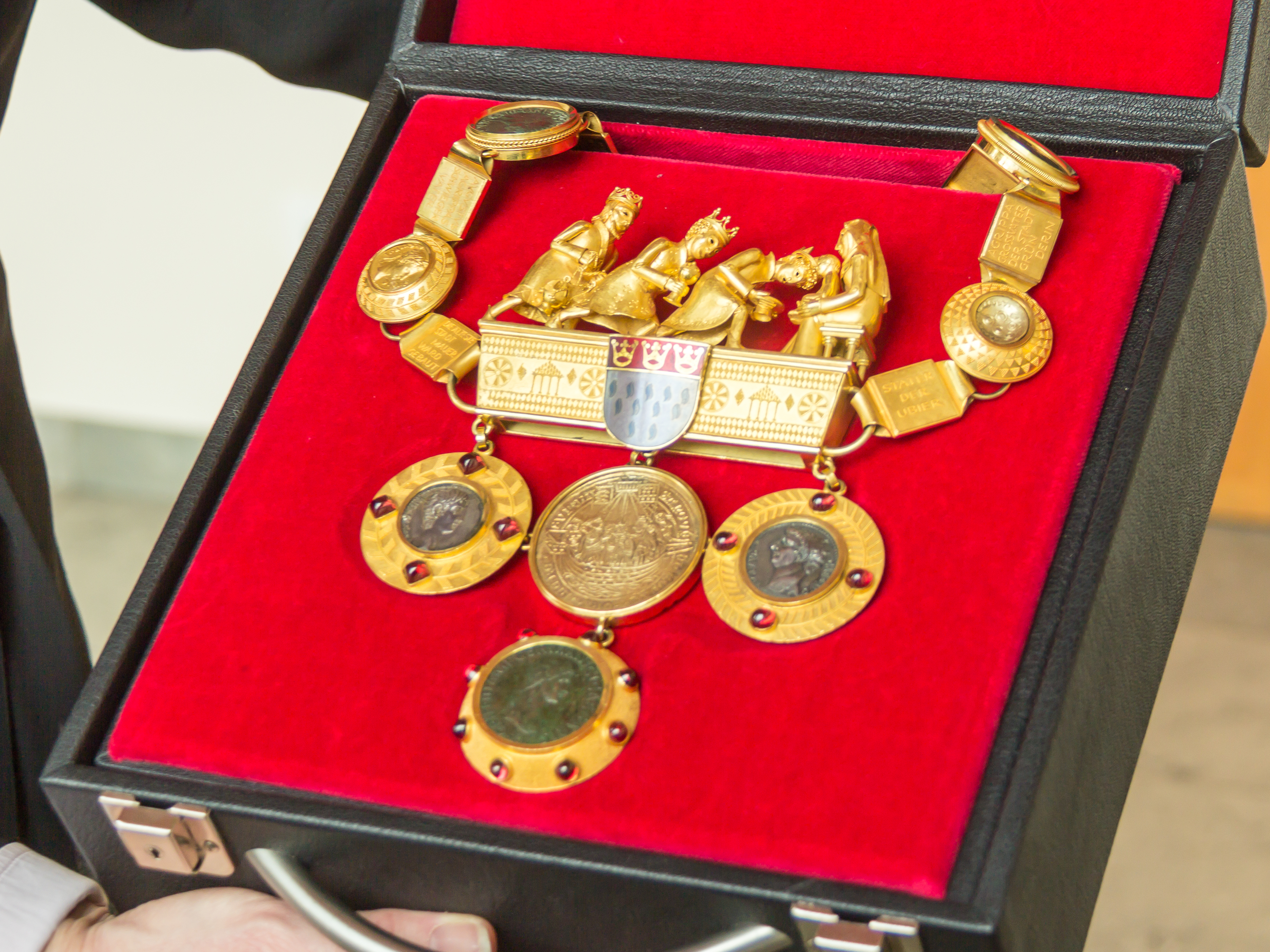
Amtskette des Kölner Oberbürgermeisters, zu der Deutsch die Granulationen beitrug (2015)

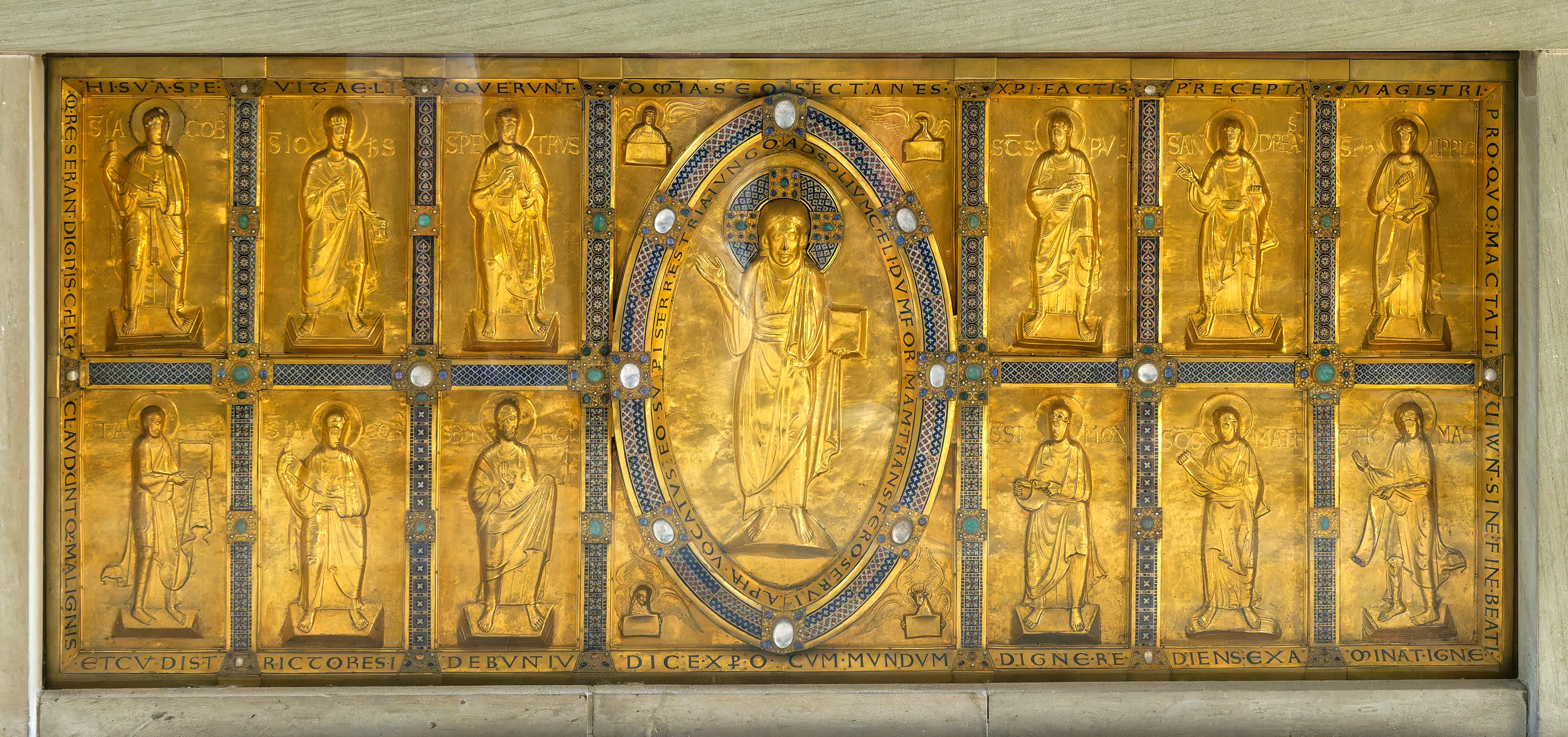
In den 1960er Jahren restauriertes Antependium in der Stiftskirche in Comburg

Fritz Deutsch (geboren 14. April 1921 in Reichenberg, Tschechoslowakei; gestorben 3. November 1990 in Köln) war ein deutscher Goldschmied.

## Biographie
Fritz Deutsch wuchs in Reichenberg auf. Sein Vater starb drei Monate vor seiner Geburt an einer Überdosis Schlafmitteln. Anfang der 1930er Jahre zog seine Mutter Adele Deutsch geb. Tomasch (1897–1944) nach Köln, weil sie dort eine Arbeitsstelle angeboten bekommen hatte, und der Junge und sein älterer Bruder Karl kamen in die Obhut ihrer Großmutter. Später folgten die beiden Jungen ihrer Mutter nach Köln. Die Familie beantragte eine Ausreise in die USA, wo die Großmutter inzwischen schon hingezogen war. Da dem Antrag erst 1941 stattgegeben wurde, kam er zu spät.
Deutsch, der nach den Nürnberger Rassegesetzen als „Halbjude“ galt, wurde gefangen genommen und Anfang 1943 in das KZ Auschwitz verschleppt, nachdem er schon in Köln ein Jahr lang inhaftiert gewesen war. In Auschwitz musste er Zwangsarbeit leisten. Aus dem Lager schrieb er regelmäßig Briefe an seine Mutter, zuletzt ohne zu wissen, dass sie 1944 bei einem Luftangriff ums Leben gekommen war. Seine Tante schrieb ihm unter dem Namen der Mutter zurück, um seine Hoffnung aufrechtzuerhalten. Gesundheitlich durch Todesmärsche stark geschwächt, wurde er in Hirschberg (heute Jelenia Góra) befreit. Danach kämpfte er mit der Amputation eines Vorderfußes, Lungenproblemen und weiteren Krankheiten. Er kam zunächst nach Prag, wo er als Deutscher galt, weshalb er dort in Gefahr war. 1946 ging er zurück nach Köln.
In Köln besuchte Fritz Deutsch dank des Einsatzes des Grafikers Anton Wolff, eines Freundes seiner Mutter, die Werkschulen. Er schloss sie als Meisterschüler für Gold- und Silberschmiede bei Elisabeth Treskow ab. Anschließend lebte und arbeitete er als Freischaffender in Köln. Bei vielen von Treskows Arbeiten wirkte er mit oder führte ihre Entwürfe aus. Seine Nachfolge von Elisabeth Treskow an den Werkschulen wurde aufgrund seiner schlechten Gesundheit jedoch abgelehnt.
Als Goldschmied zeigte Deutsch besonderes Interesse an der Antike, angeregt durch seine Lehrerin Treskow. Die Altorientalistin Ellen Rehm vermutet, dass der Münz- und Gemmenhändler Tyll Kroha (1929–2015) Deutsch als Beschaffer von Steinen in seiner Arbeit unterstützte. Eine größere Gruppe seiner Arbeiten nehmen die zwölf Rollsiegelabrollungen ein, die in Gold oder Silber gegossen sind und entweder als Kunstobjekt, etwa als Wandschmuck, oder als Broschen dienten. Dabei wurde das Motiv mindestens zweimal, meist aber mehrmals abgerollt, wodurch dekorative Muster entstanden. Die Abrollungen stammten in der Regel von antiken Originalsiegeln.
Deutsch arbeitete sowohl für die katholische Kirche (Mitarbeit am Tabernakel der Kapelle „Madonna in den Trümmern“ in Köln, mit Treskow) wie auch für Synagogen (wie etwa Tora-Krone und Tora-Schild für die Kölner Synagoge). Von 1965 bis 1968 restaurierte er gemeinsam mit Treskow und Emma Schempp das Antependium der Stiftskirche St. Nikolaus auf der Comburg. Er restaurierte am Freiburger Münster und fertigte mehrere Amtsketten für Oberbürgermeister an. Er war auch in den 1950er Jahren an der Fertigung der Amtskette für den Kölner Oberbürgermeister nach einem Entwurf von Treskow beteiligt; er fertigte die Granulation.
Fritz Deutsch gehörte mit Paul G. Hartkopf und Peter Raacke zu den Schülern von Treskow, die 1949 nach ihrem Entwurf die Meisterschale für die Deutsche Fußballmeisterschaft schufen. Der Vorgängerpokal, eine Statue der Siegesgöttin Viktoria, war während des Zweiten Weltkriegs verloren gegangen. Für die Skifahrerin Rosi Mittermaier fertigte er einen Halsschmuck, den sie als ihren Glücksbringer betrachtete. Mit ihm errang sie 1976 in Innsbruck ihre Olympiasiege. Mittermaier und Christian Neureuther erhielten von Deutsch, der mit ihnen befreundet war, fünf Siegelabrollungen als Geschenk zur Hochzeit.
Fritz Deutsch starb 1990 in Folge seiner Lungenerkrankungen in Köln. Auf seinen Wunsch hin wurde er neben seiner Mutter auf dem Evangelischen Friedhof Köln-Mülheim auf Flur G bestattet. Sein Nachlass befindet sich im NS-Dokumentationszentrum der Stadt Köln. Ein Replikat der DFB-Meisterschale wird im künftigen Kölner Museum MiQua zur jüdischen Geschichte der Stadt zu sehen sein.